# Дотан (певец)
Дотан Харпенау (нидерл. Dotan Harpenau, ивр. דותן הרפנאו; род. 26 октября 1986, Иерусалим), более известен под мононимом Дотан (нидерл. Dotan) — голландский автор-исполнитель, певец.

## Биография
Дотан Харпенау родился 26 октября 1986 года в Иерусалиме, Израиль. Его отец был израильтянином, мать — голландкой. Когда Дотану исполнился 1 год, его родители разошлись, и мать с Дотаном переехала в Амстердам, где они проживают по сей день.
27 июля в 21:15 Дотан дебютировал с песней Numb на национальном телевидении в Италии на шоу Battiti Live; 10 августа он снова спел её по национальному телевидению в Италии.

### 7 Layers
31 января 2014 года Дотан выпустил свой студийный альбом под названием 7 Layers. Альбом начал быстро набирать популярность, заняв второе место в чарте Dutch Top 100 Charts по информации нидерландского новостного сайта NU.nl.
17 января 2014 года был выпущен первый трек из альбома — «Fall». Второй трек, получивший название «Home», был номинирован на различные номинации от Dutch Radio.
Песня «Hungry» заняла 2-е место в ежегодном списке 2015 года на бельгийской радиостанции Studio Brussel.
25 августа 2014 года альбом получил «Золотой статус», а трек «Home» стал дважды платиновым. В октябре 2015 года альбом стал дважды платиновым в Нидерландах.
Альбом является одним из самых популярных альбомов в Нидерландах на стриминговом сервисе Spotify.

### Песни на ТВ
- Песня «Home II» была использована в последнем эпизоде второго сезона сериала «100».
- Песня «It Gets Better» была использована в шестом эпизоде шестого сезона «Милых обманщиц».
- Песня «Waves» была использована в десятом эпизоде третьего сезона сериала «Первородные».

### Shadow Wind и Numb
Дотан опубликовал сингл «Shadow Wind» четвёртого августа 2016 года, он стал гимном Летних Олимпийских игр 2016. 22 мая 2020 года Дотан выпустил EP «Numb».

## Синглы
- 2011 — This town
- 2011 — Where we belong
- 2011 — Tell a Lie[итал.]
- 2014 — Fall[нидерл.]
- 2014 — Home[нидерл.]
- 2015 — Hungry[нидерл.]
- 2015 — Let the River In[нидерл.]
- 2016 — Shadow wind
- 2017 — Bones
- 2019 — Numb
- 2019 — Letting go
- 2020 — Bleeding
- 2020 — No words
- 2020 — There Will Be a Way
- 2021 — Mercy